# Kennington

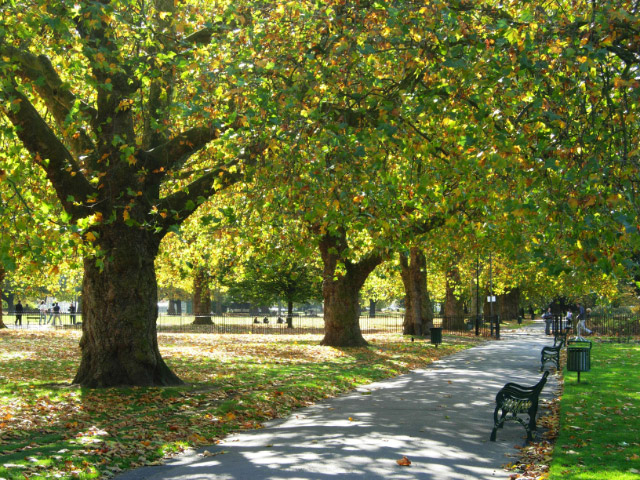
Kennington Park

Kennington é um distrito do sul de Londres, Inglaterra, principalmente no bairro londrino de Lambeth, embora parte da área está dentro do bairro de Southwark. Situa-se a 1,4 milhas (2,3 km) a sudeste de Charing Cross. É um área composta de zona residencial e de uma mansão real. No distrito estão localizados o The Oval cricket ground, o Imperial War Museum e o Lambeth County Court.